# Artère phrénique supérieure
Les artères phréniques supérieures sont des branches antérieures de la partie thoracique de l'aorte descendante.

## Origine
Les artères phréniques supérieures sont des artères très grêles appariées. Elles naissent dans la partie inférieure de l'aorte thoracique.

### Variation
Les artères phréniques supérieures peuvent provenir de la dixième artère intercostale.
Dans la littérature, elles peuvent être considérées comme faisant partie des rameaux médiastinaux de l'aorte thoracique.

## Trajet
Elles sont réparties sur la partie postérieure de la face supérieure du diaphragme.